# Antesfòries
Les Antesfòries (en grec antic: Ἀνθεσφόρια) eren uns festivals de les flors o de la primavera que se celebraven a Sicília en honor de Demèter i Persèfone per commemorar el llegendari retorn de Persèfone amb la seva mare al començament de la primavera. Consistia en la recollida de flors i la confecció de garlandes com feia Persèfone en el moment que havia estat raptada per Hades.
Estrabó diu que les dones celebraven un festival similar també a Hipònion, probablement derivat del de Sicília, i les participants collien les flors del camp i elaboraven garlandes (hauria estat una desgràcia si s'haguessin comprat). A Argos es feia també una festa de les Antesfòries amb similar cerimonial però dedicada a Hera, que portava el sobrenom d'Antea (Ἀνθεία), on les donzelles portaven cistells plens de flors i anaven en processó, acompanyades de música de flauta que tocava una melodia anomenada hieràcion (ἱεράκιον). A Cnossos, Afrodita també era venerada amb el nom d'Antea. Els romans tenien una festa anomenada Floràlia, en honor de Flora, que podria ser considerada anàloga a les Antesfòries.